# Wayne Rogers
Wayne Rogers, właśc. William Wayne McMillan Rogers III (ur. 7 kwietnia 1933 w Birmingham, zm. 31 grudnia 2015 w Los Angeles) – amerykański aktor, scenarzysta i producent filmowy. Odtwórca roli kapitana Johna „Trappera” McIntyre w sitcomie CBS M*A*S*H (1972–1975).
13 grudnia 2005 otrzymał własną gwiazdę w Alei Gwiazd w Los Angeles znajdującą się przy 7018 Hollywood Boulevard.

## Życiorys
Urodził się w Birmingham w Alabamie jako syn Lydii Edith (z domu Eustis) i Williama McMillana Rogersa. Miał starszą siostrę Loulę (1927–1986). Uczęszczał do Ramsay High School w Birmingham i był absolwentem Webb School w Bell Buckle w Tennessee. W 1954 uzyskał dyplom z historii na Uniwersytecie Princeton. Po ukończeniu studiów Rogers służył jako oficer United States Navy oraz nawigator na USS Denebola i planował wstąpić do Harvard Law School. Po odbyciu służby do aktorstwa zainspirował go jego współlokator, Peter Falk. Rogers studiował aktorstwo w Neighborhood Playhouse School of the Theatre w Nowym Jorku.
Początkiem jego kariery na szklanym ekranie była rola Slima Davisa w operze mydlanej CBS Search for Tomorrow (1959). Występował gościnnie w serialach takich jak Strzały w Dodge City (1959–1965), Alfred Hitchcock przedstawia (1962), Ścigany (1966), Combat! (1966) czy Barnaby Jones (1973). Spróbował też swoich sił jako współscenarzysta i producent komedii fantastycznonaukowej Dr Seks (Dr. Sex, 1964). Od 17 września 1972 do 12 września 1975 grał postać kapitana Johna „Trappera” McIntyre w sitcomie CBS M*A*S*H. Za rolę doktora Charleya Michaelsa w sitcomie CBS Wizyta domowa (House Calls, 1979–1982) był nominowany do Złotego Globu dla najlepszego aktora w serialu komediowym lub musicalu.
W 1981 debiutował na Broadwayu jako producent sztuki Einstein i niedźwiedź polarny z Peterem Straussem.  Był też producentem telewizyjnego dramatu kryminalnego HBO Doskonały świadek (Perfect Witness, 1989) z Brianem Dennehy, telewizyjnego dramatu sensacyjnego Forsa w grze (Money Play$, 1998) z Royem Scheiderem i komedii Nikt nic nie wie (Nobody Knows Anything!, 2003) z udziałem Mike’a Connorsa.
Był stałym członkiem panelu w programie telewizyjnym poświęconym inwestowaniu w akcje spółki Fox News Channel Cashin' In, co umożliwiło mu zbudowanie kariery inwestora, stratega inwestycyjnego, doradcy i menedżera finansowego.
2 kwietnia 1960 zawarł związek małżeński z Mitzi McWhorter, z którą miał dwoje dzieci – córkę Laurę i syna Williama „Billy’ego” IV; rozwiedli się 21 października 1983. Przed rozwodem byli w separacji przez prawie cztery lata. 8 grudnia 1988 poślubił Amy Hirsh.
Zmarł 31 grudnia 2015 z powodu powikłań zapalenia płuc w Los Angeles w wieku 82 lat.

## Filmografia

### Filmy
- 1967: Nieugięty Luke jako hazardzista
- 1972: Z własnej kieszeni (Pocket Money) jako Stretch Russell
- 1987: Czas zabijania (The Killing Time) jako Jake Winslow
- 1990: Cudowne lądowanie (Miracle Landing, TV) jako Bob Schornstheimer
- 1993: Niezwykły przyjaciel (The Goodbye Bird) jako Ray Whitney
- 1996: Duchy Missisipi jako Morris Dees
- 2001: W szponach lęku (Frozen with Fear) jako Charles Sullivan
- 2002: Trzy dni w deszczu (Three Days of Rain) jako biznesmen
- 2003: Pies, który czynił cuda (Miracle Dogs, TV) jako dr Marchant

### Seriale
- 1959: Strzały w Dodge City jako Tom
- 1959: Search for Tomorrow jako Slim Davis
- 1962: Strzały w Dodge City jako Brack
- 1962: Alfred Hitchcock przedstawia jako Kenneth
- 1965: Strzały w Dodge City jako Stretch Morgan
- 1966: Ścigany jako sierżant Fred Bragin
- 1966: Combat! jako Reiser
- 1972–1975: M*A*S*H jako kpt. John „Trapper” McIntyre
- 1973: Barnaby Jones jako Gil Atkens
- 1993–1995: Napisała: Morderstwo jako Charlie Garrett
- 1997: Diagnoza morderstwo jako dr Ken Morrisay